# Про цапа і барана
Про барана і козла (рос. Про барана и козла) — російський мультиплікаційний фільм, створений на студії "Пілот" 2004 року. Режисер Наталія Березова створила мультфільм з російської народної казки в переказі Юрія Коваля.
Мультфільм входить до мультсеріалу "Гора самоцвітів". На початку мультфільму - пластилінова заставка "Ми живемо в Росії - Карелія".

## Сюжет
Цікавий, прудкий і кмітливий Козел рятує свого друга — упертого, лінивого та буркотливого Барана від злого та жорстокого господаря. Удвох вони втекли від хазяїна і пішли в ліс у пошуках іншого життя. На шляху їм трапляються голодні вовки-бандити та зухвалий підступний Ведмідь. Однак Козлу та Барану вдається їх налякати, та так, що вони почали працювати на них.

## У ролях
- Віктор Сухоруков-Козёл
- Олександр Половцев-Баран
- Сергій Гармаш-Вовк-бугор
- Сергій Степанченко-Ведмідь-пахан
- Едуард Назаров-від автора

## Прем'єра
2005 - Прем'єрний показ перших 11 фільмів із циклу "Гора самоцвітів" відбувся в лютому 2005 року в рамках Х Відкритого російського фестивалю анімаційного кіно в Суздалі.

## Відзнаки
- 2005 - Диплом журі Х ОРФАК у Суздалі (2005) "Колективному розуму Великої кіностудії "Пілот", що енергійно створює "Гору самоцвітів".
- 2005 - Приз VII Міжнародного фестивалю "Казка" за найсмішніший фільм.
- 2005 - 3 місце конкурсу анімації на IX Всеросійському Фестивалі Візуальних Мистецтв у Всеросійському Дитячому Центрі "Орлятко".[2]
- 2006 - Спеціальна згадка дитячого журі 17-го Міжнародного фестивалю анімаційних фільмів "Анімафест" (Загреб, Хорватія).[3]
- 2007 - II Міжнародний кінофестиваль сімейних і дитячих фільмів "Вірне серце": Гран-прі фільму Наталії Березової "Про барана і козла". Автору присуджено премію і бронзову статуетку Петра і Февронії Муромських (покровителів сім'ї та шлюбу на Русі).[4]